# Lý thuyết quyết định
Lý thuyết quyết định, hay còn được gọi là Lý thuyết quyết định thống kê, là một lý thuyết của lĩnh vực thống kê. Lý thuyết bao gồm các phương pháp giải quyết vấn đề mà thông tin hoặc thiếu, hoặc bất định hay một số trường hợp hầu như thiếu hoàn chỉnh.